# Сен-Клод (округ)
Сен-Клод (фр. Saint-Claude) — округ (фр. Arrondissement) во Франции, один из округов в регионе Франш-Конте. Департамент округа — Юра. Супрефектура — Сен-Клод.
Население округа на 2006 год составляло 52 315 человек. Плотность населения составляет 52 чел./км². Площадь округа составляет всего 1003 км².